# Karl Carstens
Karl Carstens (Bremen, 14 december 1914 - Meckenheim, 30 mei 1992) was een Duitse politicus en Bondspresident voor de CDU.
Carstens studeerde in 1938 af als jurist en nam als soldaat van de luchtafweer van 1939 tot 1945 deel aan de Tweede Wereldoorlog. In 1934 nam hij deel aan oefeningen van de SA waartoe studenten gehouden werden. Onder druk van het uitsluiten van deelname aan het assessor-examen meldde hij zich hij aan bij de NSDAP. Door vertragingen van zijn kant werd hij uiteindelijk lid in 1940. In 1948 en 1949 studeerde hij rechten aan de befaamde Amerikaanse Yale-universiteit. Vanaf 1950 doceerde Carstens aan de universiteit van Keulen.
In 1955 trad hij toe tot de CDU. Van 1960 tot 1966 was hij staatssecretaris van Buitenlandse Zaken, van 1966 tot 1968 staatssecretaris van Landsverdediging. Van 1976 tot 1979 was hij president van de Bondsdag; van 1979 tot 1984 was hij de vijfde Bondspresident van West-Duitsland. Hij zag wegens zijn hoge leeftijd af van een tweede termijn.

## Eerbetoon
- Het Grote Zilveren Ereteken aan het Lint voor Verdienste voor de Republiek Oostenrijk  in 1962[2]
- Grootkruis in de Orde van Isabella de Katholieke in 1977
- Het Grote Gouden Ereteken aan het lint voor Verdienste voor de Republiek Oostenrijk in 1977[2]
- Grootkruis met Ordeketen in de Orde van Verdienste op 18 september 1979[3]
- Grootkruis in de Orde van Verdienste op 8 augustus 1965[4]
- Grootofficier in de Orde van Verdienste op 19 december 1959[5]
- Ridder in de Orde van Karel III op 28 september 1981[6]
- De Grote Ster van het Ereteken van Verdienste voor de Republiek Oostenrijk in 1982[2]
- Lid in de Orde van Jamaica[7]
- Grootkruis in de Orde van Christus op 13 oktober 1966[8]
- Grootofficier in de Orde van Christus op 4 februari 1960[8]
- Grote Keten van de Orde van Sint Jacob van het Zwaard op 23 december 1980[8]
- Beierse Orde van Verdienste[9]
- Ereburger van de steden: 
  - Bonn in 1984
  - Berlijn in 1984
- Internationale Karelsprijs Aken in 1984[10]
- Gouden medaille van de Humboldt-Gesellschaft in 1987
- Gouden medaille van de stichting Jean Monnet in 1990
- Eremedaille van Bremen in Goud in 1984
- Pad in de buurt van Daun naar hem vernoemd